# Louis-Pierre-Alphonse Colbert
Louis-Pierre-Alphonse Colbert, francoski general, * 1776, † 1843.
1. ↑  podatkovna baza Léonore — ministère de la Culture.
2. 1 2  https://www.genealogics.org/getperson.php?personID=I00541744&tree=LEO